# 魏伯恩
魏伯恩是奥地利上奥地利州格里斯基尔兴县的一个市镇。总面积17.4平方公里，总人口1611人，人口密度92.6人/平方公里（2005年）。